# Het Vliegend Hert ('s-Gravendeel)
Het Vliegend Hert is een korenmolen uit 1858 aan de Molendijk in de plaats 's-Gravendeel, in de Nederlandse provincie Zuid-Holland. Het is de hoogste korenstellingmolen van de Hoeksche Waard.

## Geschiedenis
De laatste molenaar was Cees van Heesen, de voorlaatste Gerrit Dam. De Christelijke Woningvereniging 's-Gravendeel (CWG, in 2010 gefuseerd tot HW Wonen) heeft de molen Het Vliegend Hert gekocht. In de bijgebouwen werden appartementen gevestigd; de molen werd in oorspronkelijke staat teruggebracht. De Rijksdienst voor Monumentenzorg kende in 2008 een subsidie toe, maar de herstelwerkzaamheden duurden als gevolg van de kredietcrisis langer dan verwacht. Uiteindelijk werd het herstel in december 2011 afgerond.
Sinds maart 2014 is de molen eigendom van Stichting Molens Binnenmaas. De stichting heeft een vrijwillige molenaar aangesteld die de molen stukje bij beetje weer toegankelijk heeft gemaakt voor het publiek. In augustus 2014 werd de molen feestelijk heropend en sindsdien kan hij op bepaalde momenten weer worden bezocht.

## Galerij

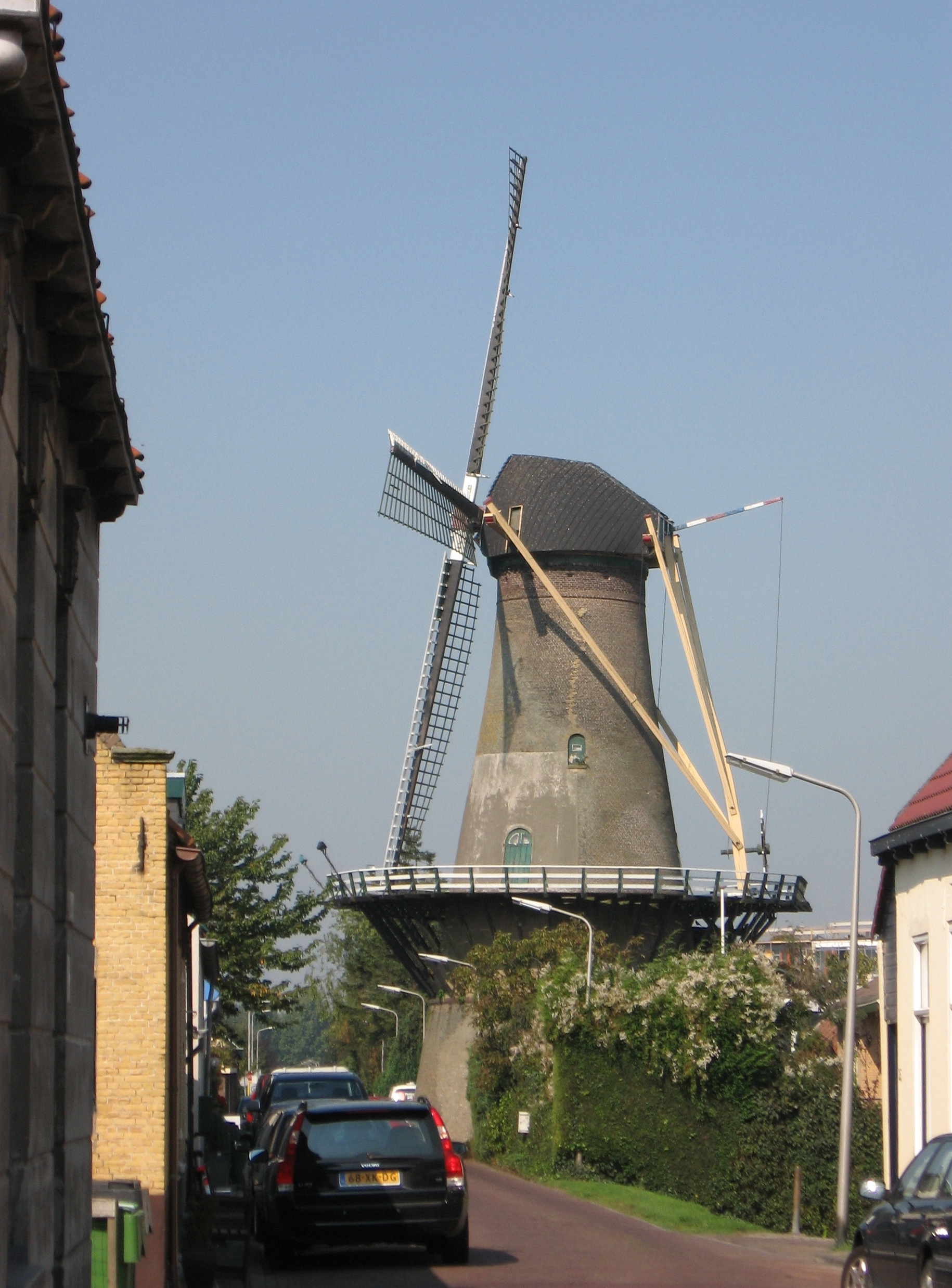
Blik vanaf de dijk (2007)
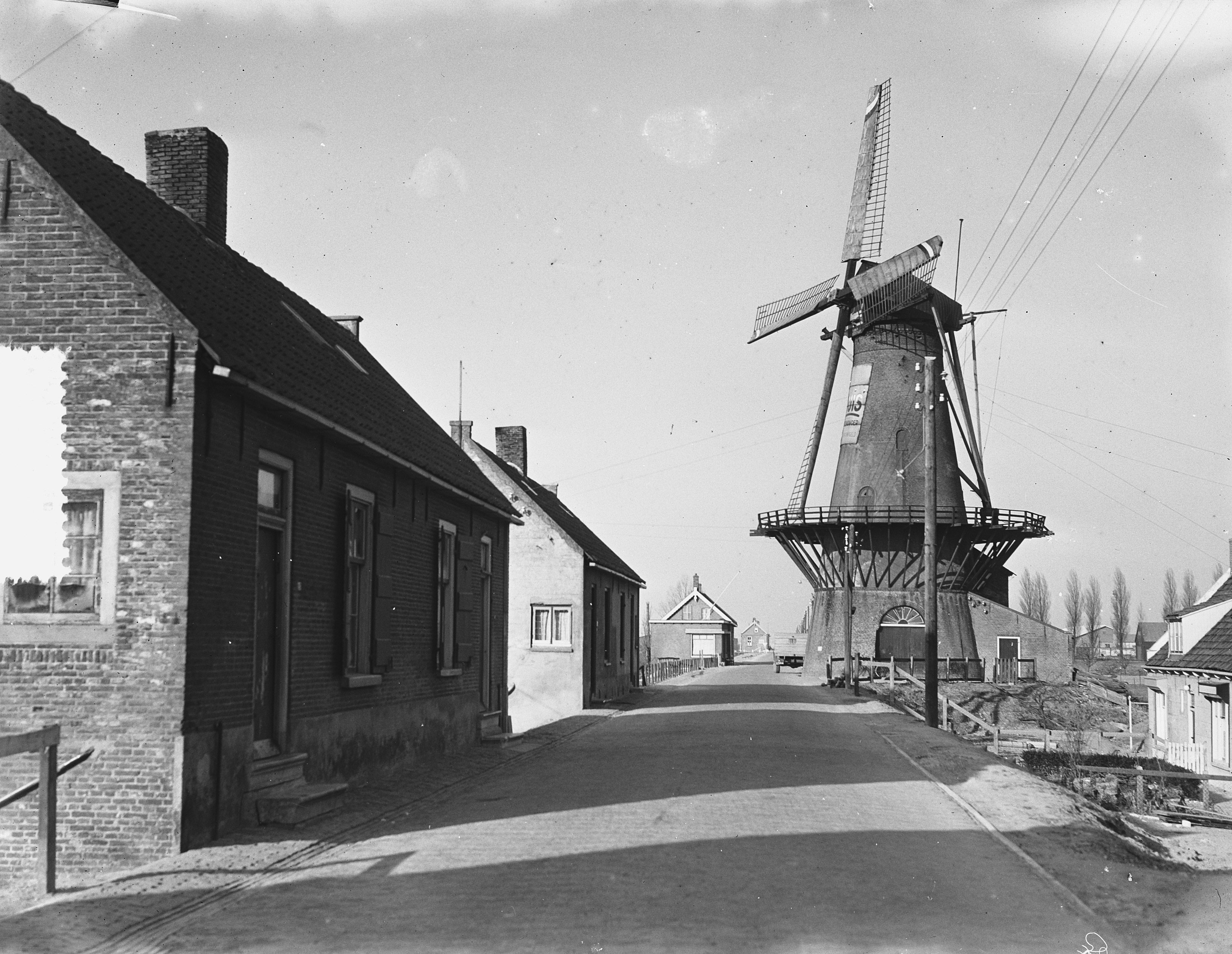
Het Vliegend Hert na de Watersnoodramp (1954)
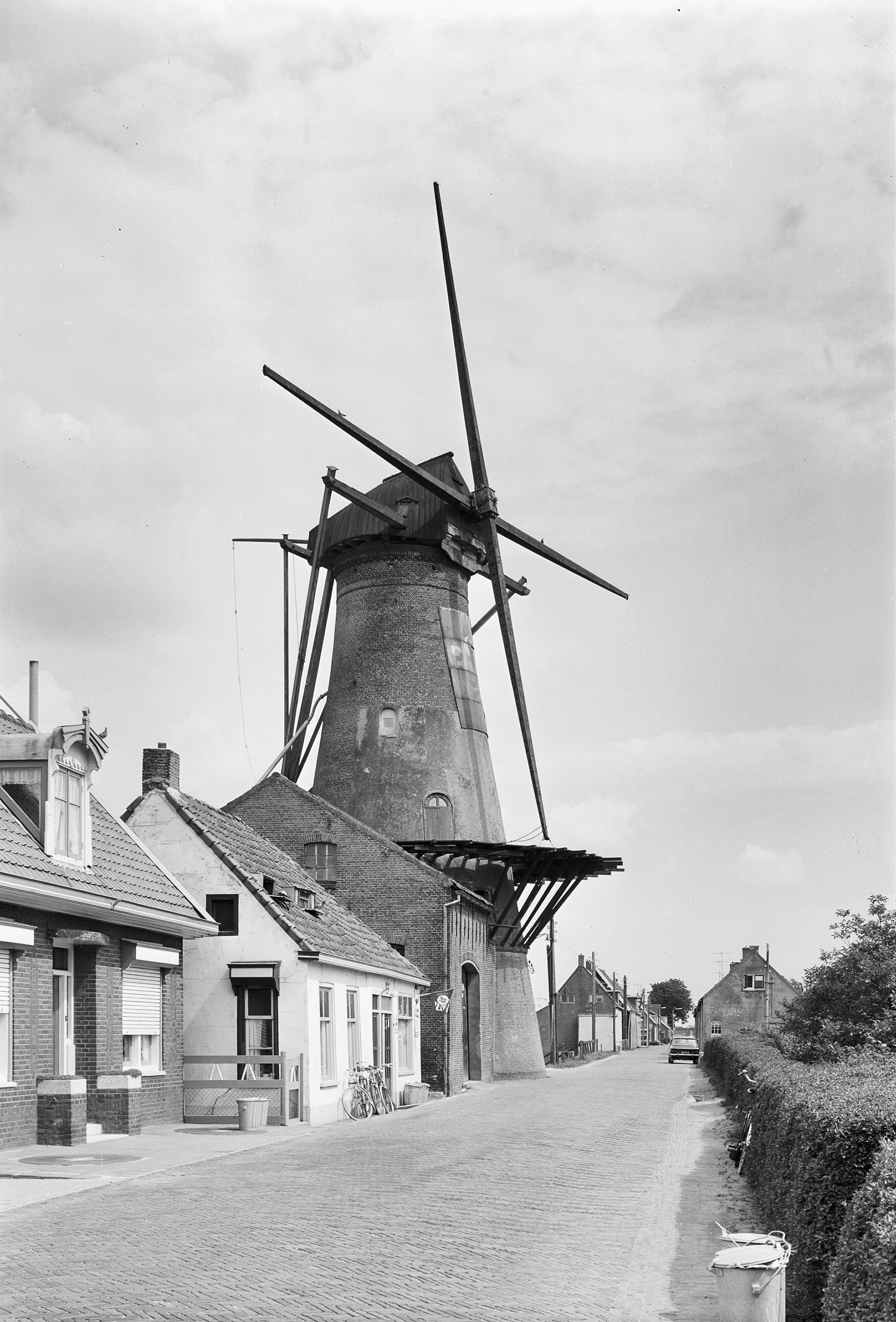
Blik vanaf de straat (1968)
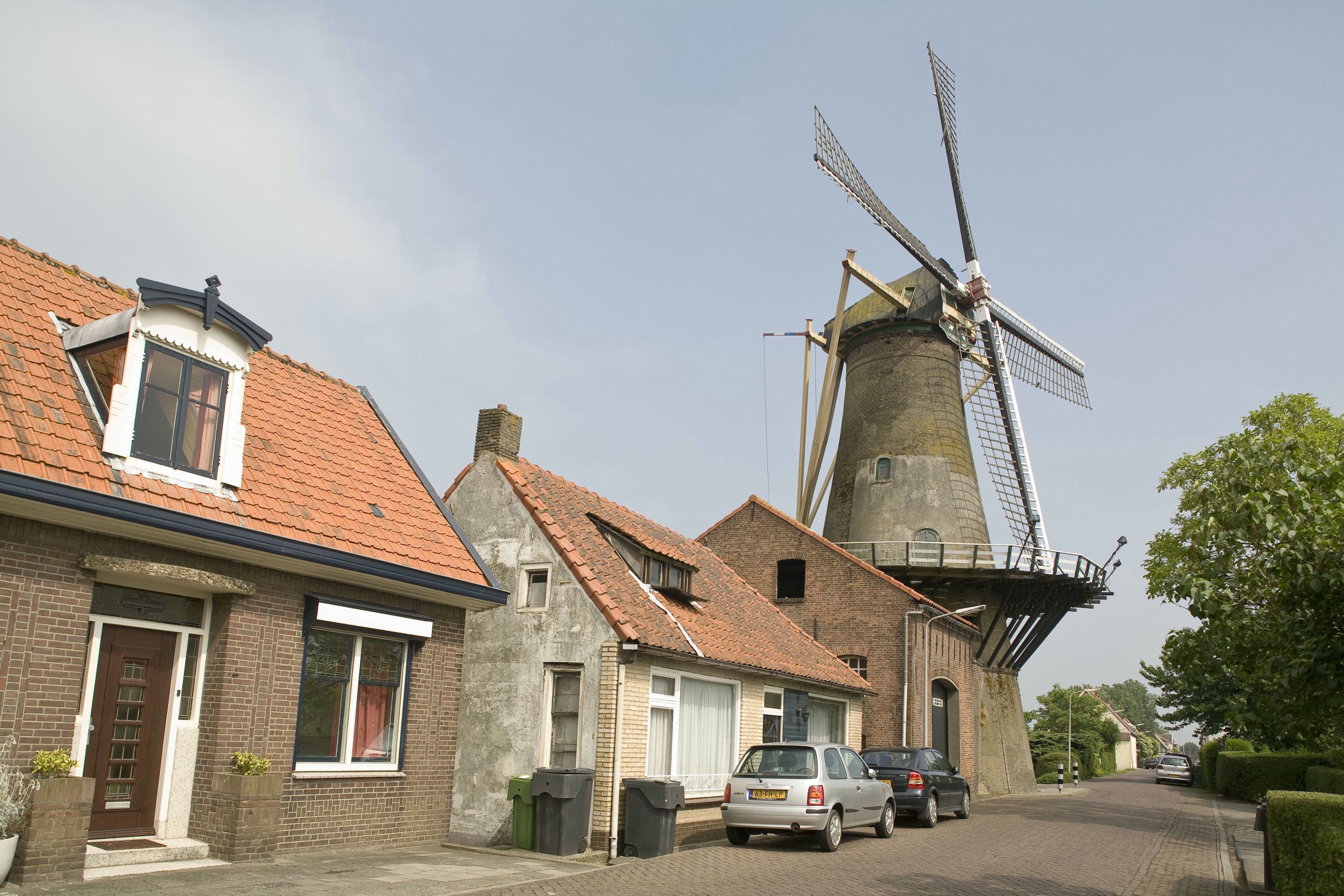
Blik vanaf de straat (2007)
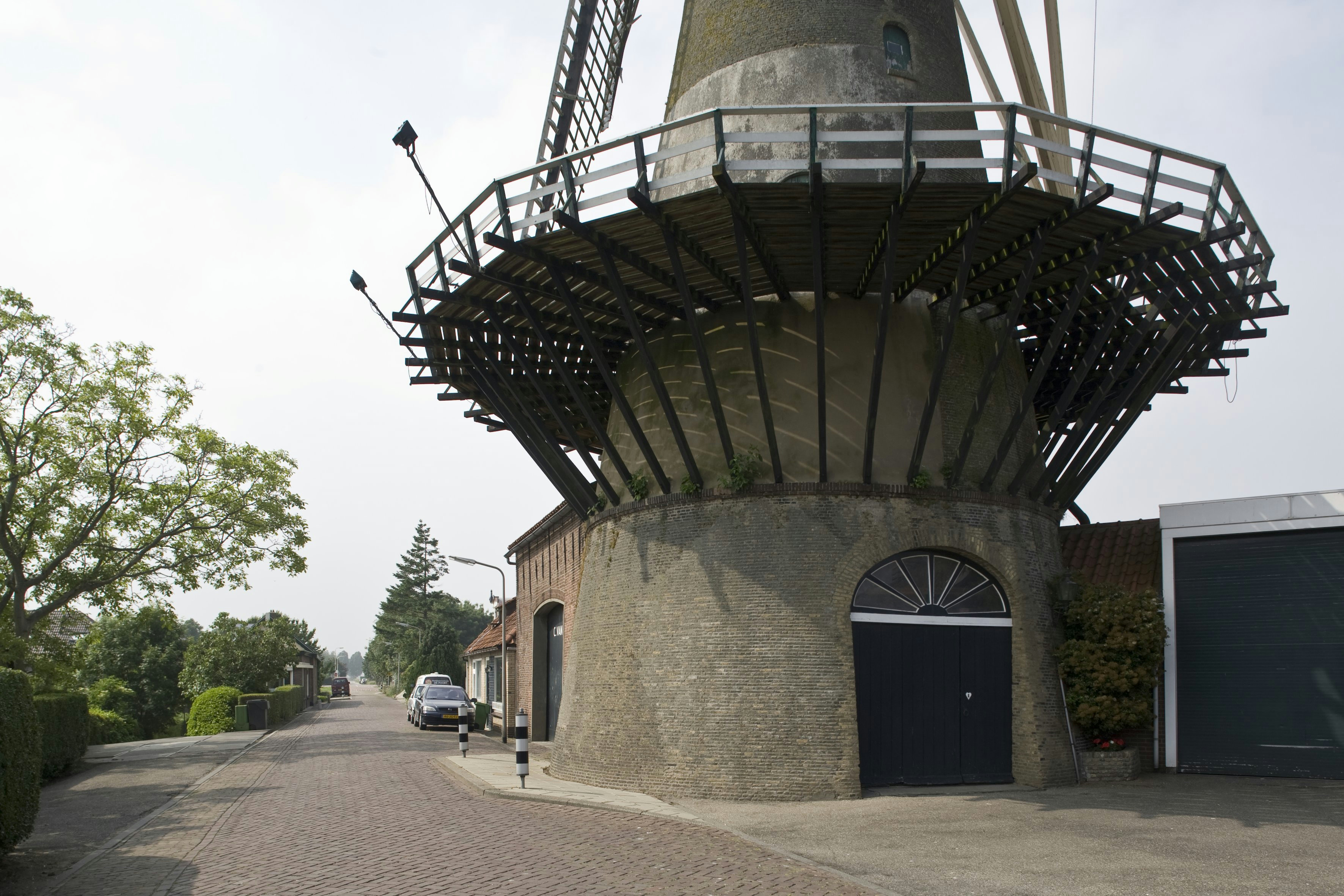
Vooraanzicht (2007)
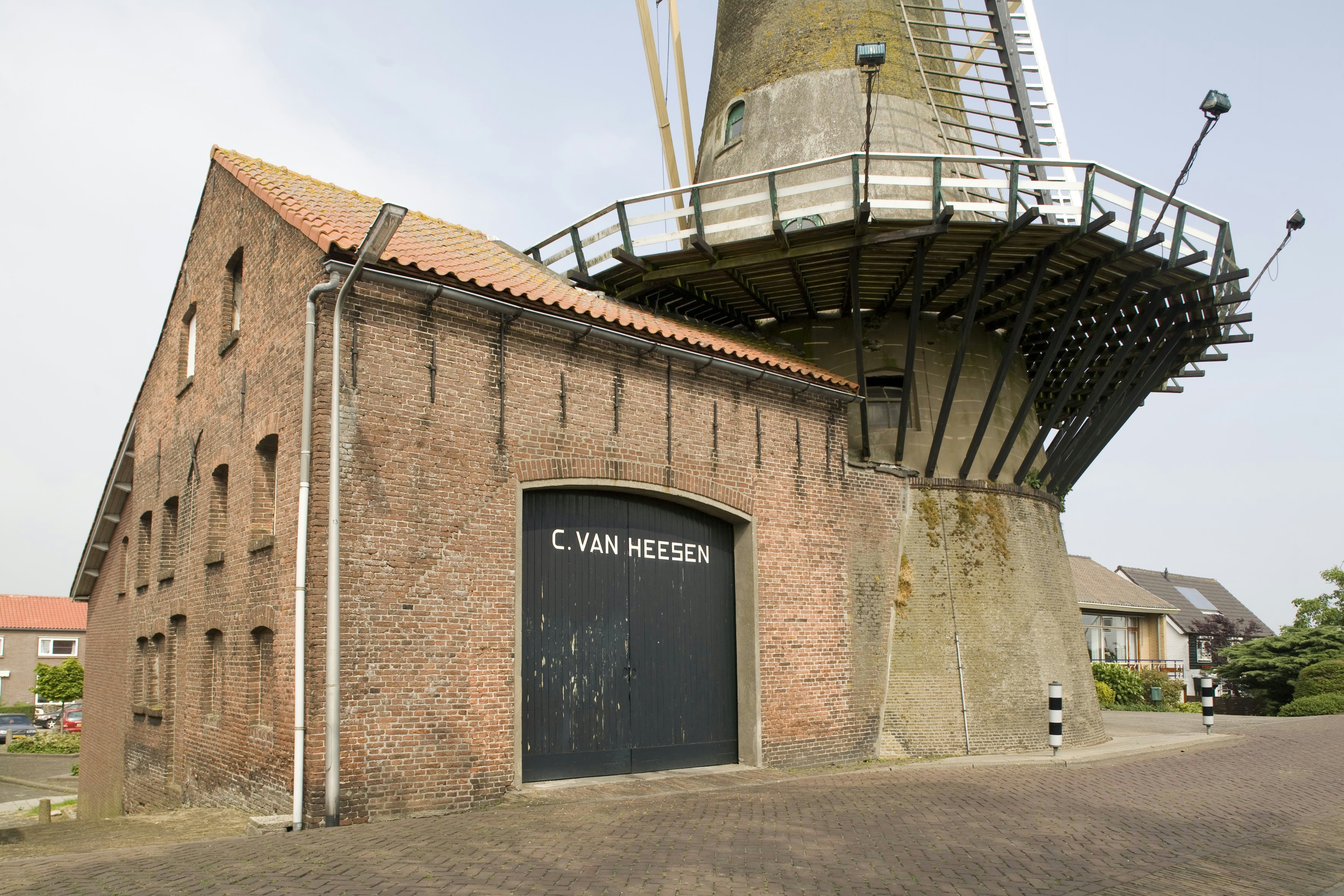
Bijgebouw met opschrift (2007)

- Rijksmonument: 17406